# Bolz
 (septembre 2009).
Si vous disposez d'ouvrages ou d'articles de référence ou si vous connaissez des sites web de qualité traitant du thème abordé ici, merci de compléter l'article en donnant les références utiles à sa vérifiabilité et en les liant à la section « Notes et références ».
Bolz est une marque de jouets d'origine allemande créée en 1880 par Lorenz Bolz à Zirndorf et à présent détenue par la société Arupa Spielwaren & Freizeitartikel GmbH dont le siège social est à Roth en Allemagne.
Son jouet le plus vendu est la toupie dont le premier modèle fut créé en 1913.